# Zâmbia nos Jogos Olímpicos de Verão de 2020
A Zâmbia competiu nos Jogos Olímpicos de Verão de 2020 em Tóquio. Originalmente programados para ocorrerem de 24 de julho a 9 de agosto de 2020, os Jogos foram adiados para 23 de julho a 8 de agosto de 2021, por causa da pandemia COVID-19.  Será a 14ª participação da nação nos Jogos Olímpicos de Verão, embora tenha realizado sua estreia oficial em 1964 sob a denominação Rodésia do Norte.

## Competidores
Abaixo está a lista do número de competidores nos Jogos.
| Esporte   | Masculino | Feminino | Total |
| --------- | --------- | -------- | ----- |
| Atletismo | 1         | 1        | 2     |
| Boxe      | 3         | 0        | 3     |
| Futebol   | 0         | 18       | 18    |
| Judô      | 1         | 0        | 1     |
| Natação   | 1         | 1        | 2     |
| Total     | 6         | 20       | 26    |

## Atletismo
Os seguintes atletas de Zâmbia conquistaram marcas de qualificação, pela marca direta ou pelo ranking mundial, nos seguintes eventos de pista e campo (até o máximo de três atletas em cada evento):
- Nota– As posições para os eventos de pista são em relação à bateria do atleta
- Q = Qualificado para a próxima fase
- q = Qualificado para a próxima fase como o perdedor mais rápido ou, em eventos de campo, pela posição sem atingir o alvo para qualificação
- NR = Recorde nacional
- N/A = Fase não aplicável para o evento
- Bye = Atleta não precisou disputar aquela fase

Eventos de pista e estrada
| Atleta       | Evento          | Eliminatória | Eliminatória | Quartas-de-final | Quartas-de-final | Semifinal | Semifinal | Final     | Final   |
| Atleta       | Evento          | Resultado    | Posição      | Resultado        | Posição          | Resultado | Posição   | Resultado | Posição |
| ------------ | --------------- | ------------ | ------------ | ---------------- | ---------------- | --------- | --------- | --------- | ------- |
| Sydney Siame | 200 m masculino |              |              | —                | —                |           |           |           |         |
| Roda Njobvu  | 100 m feminino  | Bye          | Bye          |                  |                  |           |           |           |         |
| Roda Njobvu  | 200 m feminino  |              |              |                  |                  |           |           |           |         |

## Boxe
Zâmbia inscreveu três boxeadores masculinos para o torneio olímpico. Patrick Chinyemba (peso mosca), Everisto Mulenga (peso pena), e Stephen Zimba (peso meio-médio) garantiram vaga na equipe de Zâmbia após chegarem à final de suas respectivas categorias de peso no Torneio Africano de Qualificação Olímpica de 2020 em Diamniadio, Senegal.
Masculino
| Atleta            | Evento | Fase de 32           | Oitavas-de-final     | Quartas-de-final     | Semifinais           | Final                | Final   |
| Atleta            | Evento | Adversário Resultado | Adversário Resultado | Adversário Resultado | Adversário Resultado | Adversário Resultado | Posição |
| ----------------- | ------ | -------------------- | -------------------- | -------------------- | -------------------- | -------------------- | ------- |
| Patrick Chinyemba | -52 kg |                      |                      |                      |                      |                      |         |
| Everisto Mulenga  | -57 kg |                      |                      |                      |                      |                      |         |
| Stephen Zimba     | -69 kg |                      |                      |                      |                      |                      |         |

## Futebol
Sumário
Chave:
- A.T.E – Após tempo extra.
- P – Partida decidida na disputa de pênaltis.

| Equipe          | Evento           | Fase de grupo        | Fase de grupo        | Fase de grupo        | Fase de grupo | Quartas-de-final     | Semifinal            | Final / BM           | Final / BM |
| Equipe          | Evento           | Adversário Resultado | Adversário Resultado | Adversário Resultado | Posição       | Adversário Resultado | Adversário Resultado | Adversário Resultado | Posição    |
| --------------- | ---------------- | -------------------- | -------------------- | -------------------- | ------------- | -------------------- | -------------------- | -------------------- | ---------- |
| Zambia feminina | Torneio feminino | Países Baixos        | China                | Brasil               |               |                      |                      |                      |            |

### Torneio feminino
A Seleção Zambiana de Futebol Feminino qualificou pela primeira vez para as Olimpíadas após ganhar a quinta e última rodada contra Camarões no Torneio de Qualificação Olímpica da CAF de 2020.
Equipe
| Nº         | Nome               | Clube                        | Idade    | Jogos    | Gols     |
| Goleiros   | Goleiros           | Goleiros                     | Goleiros | Goleiros | Goleiros |
| ---------- | ------------------ | ---------------------------- | -------- | -------- | -------- |
| 1          | Catherine Musonda  | Indeni Football Club         | 23       | 0        | 0        |
| 16         | Hazel Nali         | Hapoel Be'er Sheva           | 23       | 0        | 0        |
| 22         | Ngambo Musole      | ZESCO United                 | 23       | 0        | 0        |
| Defensores |                    |                              |          |          |          |
| 2          | Fikile Khosa       | Red Arrows Football Club     | 24       | 0        | 0        |
| 3          | Lushomo Mweemba    | Green Buffaloes              | 20       | 0        | 0        |
| 4          | Esther Siamfuko    | Queens Academy Football Club | 16       | 0        | 0        |
| 5          | Anita Mulenga      | Green Buffaloes              | 26       | 0        | 0        |
| 8          | Margaret Belemu    | Red Arrows Football Club     | 24       | 0        | 0        |
| 13         | Martha Tembo       | Green Buffaloes              | 23       | 0        | 0        |
| 18         | Vast Phiri         | ZESCO United                 | 25       | 0        | 0        |
| 20         | Esther Mukwasa     | Indeni Football Club         | 24       | 0        | 0        |
| Meias      |                    |                              |          |          |          |
| 6          | Mary Wilombe       | Red Arrows Football Club     | 23       | 0        | 0        |
| 10         | Grace Chanda       | Red Arrows Football Club     | 24       | 0        | 0        |
| 14         | Ireen Lungu        | Green Buffaloes              | 23       | 0        | 0        |
| 15         | Agness Musase      | Green Buffaloes              | 24       | 0        | 0        |
| 17         | Racheal Kundananji | BIIK Kazygurt                | 21       | 0        | 0        |
| 19         | Evarine Katongo    | ZISD Queens                  | 18       | 0        | 0        |
| 21         | Hellen Chanda      | Red Arrows Football Club     | 23       | 0        | 0        |
| Atacantes  |                    |                              |          |          |          |
| 7          | Lubandji Ochumba   | Red Arrows Football Club     | 20       | 0        | 0        |
| 9          | Hellen Mubanga     | Zaragoza CFF                 | 26       | 0        | 0        |
| 11         | Barbara Banda      | Shanghai Shengli             | 21       | 0        | 0        |
| 12         | Avell Chitundu     | ZESCO United                 | 23       | 0        | 0        |
| Treinador  |                    |                              |          |          |          |
|            | Bruce Mwape        |                              |          |          |          |

Fase de Grupos
| Pos. | Seleção       | Pts | J | V | E | D | GP | GC | SG |
| ---- | ------------- | --- | - | - | - | - | -- | -- | -- |
| 1    | Países Baixos |     |   |   |   |   |    |    |    |
| 2    | Brasil        |     |   |   |   |   |    |    |    |
| 3    | China         |     |   |   |   |   |    |    |    |
| 4    | Zâmbia        |     |   |   |   |   |    |    |    |

| 21 de julho | Zâmbia              | 3 – 10    | Países Baixos                                                                                               | Estádio de Miyagi, Rifu                     |
| 20:00       | Banda 19', 82', 83' | Relatório | Miedema 9', 15', 29', 59' · Martens 14', 38' · Van de Sanden 44' · Roord 64' · Beerensteyn 75' · Pelova 80' | Público: 1 822 Árbitro: ARG Laura Fortunato |

| 24 de julho | China                                | 4 – 4     | Zâmbia                                      | Estádio de Miyagi, Rifu                    |
| 17:00       | Wang Shuang 6', 22', 23', 83' (pen.) | Relatório | Kundananji 15' · Banda 43' (pen.), 46', 69' | Público: 2 212 Árbitro: HON Melissa Borjas |

| 27 de julho | Brasil       | 1 – 0     | Zâmbia | Estádio Saitama 2002, Saitama  |
| 20:30       | Andressa 19' | Relatório |        | Árbitro: JPN Yoshimi Yamashita |

## Judô
Zâmbia inscreveu um judoca para o torneio olímpico baseado no Ranking Olímpico Individual da International Judo Federation.
Masculino
| Atleta          | Evento | Fase de 32           | Oitavas-de-final     | Quartas-de-final     | Semifinais           | Repescagem           | Final / BM           | Final / BM |
| Atleta          | Evento | Adversária Resultado | Adversária Resultado | Adversária Resultado | Adversária Resultado | Adversária Resultado | Adversária Resultado | Posição    |
| --------------- | ------ | -------------------- | -------------------- | -------------------- | -------------------- | -------------------- | -------------------- | ---------- |
| Steven Mungandu | –66 kg |                      |                      |                      |                      |                      |                      |            |

## Natação
Zâmbia recebeu vagas de universalidade da FINA para enviar os nadadores de melhor ranking (um por gênero) para seus respectivos eventos individuais nas Olimpíadas, baseado no Ranking de Pontos da FINA de 28 de junho de 2021.
| Atleta          | Evento               | Eliminatória | Eliminatória | Semifinal | Semifinal | Final | Final   |
| Atleta          | Evento               | Tempo        | Posição      | Tempo     | Posição   | Tempo | Posição |
| --------------- | -------------------- | ------------ | ------------ | --------- | --------- | ----- | ------- |
| Shaquille Moosa | 50 m livre masculino |              |              |           |           |       |         |
| Tilka Paljk     | 50 m livre feminino  |              |              |           |           |       |         |